# Dawid Celt
Dawid Celt (ur. 29 listopada 1985 w Częstochowie) – polski tenisista i trener, sparingpartner i drugi trener Agnieszki Radwańskiej, kapitan polskiej kadry tenisistek w Pucharze Federacji, ekspert i komentator tenisowy, trener WKT Mera. Syn trenera tenisowego Józefa Celta.

## Kariera tenisowa
Treningi tenisa rozpoczął w klubie sportowym Victoria w Częstochowie pod okiem swojego ojca, Józefa Celta. Grał również w piłkę nożną w klubie Victoria, ale ostatecznie zdecydował się na tenis.
Zdobywał medale mistrzostw Polski, wygrywał krajowe turnieje indywidualnie, deblowe i drużynowe. Jego karierę przerwała poważna kontuzja.
Reprezentował barwy WKT Mera. Został sparingpartnerem tenisowej reprezentacji Polski kobiet w Pucharze Federacji i Agnieszki Radwańskiej oraz jej drugim trenerem. Jest trenerem w WKT Mera oraz ekspertem i komentatorem tenisowym.
Od początku 2018 roku jest kapitanem reprezentacji tenisowej Polski w Pucharze Federacji. Zadebiutował w tej roli w dniach 7-10 lutego w Tallinnie, w rozgrywkach Grupy I strefy euro-afrykańskiej, gdzie Polska zajęła 5. miejsce i za rok ponownie zagra w tej grupie o baraże do wyższego poziomu. Celt powołał Magdę Linette, Magdalenę Fręch, Alicję Rosolską i Igę Świątek, które w Tallinnie zmierzyły się z Austrią, Łotwą, Turcją i Bułgarią.

## Życie prywatne
Od 2013 roku związany z Agnieszką Radwańską, z którą ożenił się 22 lipca 2017 roku w Krakowie. 27 lipca 2020 urodził im się syn Jakub.